# Пастушок іржастий
Пастушок іржастий (Aphanapteryx bonasia) — вимерлий вид журавлеподібних птахів родини пастушкових (Rallidae). Він був ендеміком острова Маврикій в Індійському океані, звідки він відомий з багатьох розповідей та ілюстрацій мандрівників, а також з численних кісток. У 1693 році французький мандрівник Франсуа Легуа згадував, що птах вже був рідкісним і, ймовірно, вимер приблизно в цей час.

## Опис
Згідно з описами, що збереглися, будовою тіла він нагадував ківі. Він сягав приблизно 50 см заввишки, мав слаборозвинені крила й хвіст, тонкі ноги, тонке й довге іржасте пір'я, що утворювало невеликий пучок на спині, і довгий, злегка зігнутий дзьоб. Жив зграями, населяв вологі ліси і харчувався переважно дрібними молюсками та іншими безхребетними.

## Історія
Після прибуття на острів голландців у 1598 році на іржастого пастушка полювали як на їжу, за свідченнями того часу його м'ясо було дуже смачним. Оскільки на острові не було хижаків, він був довірливим і цікавим. Один виловлений екземпляр потрапив до звіринця Рудольфа II, де в 1610 році його намалював Якоб Гофнагель. Птах також зображений на картині Якопо Бассано «Ноїв ковчег». Згадує про нього у своїх нотатках і мандрівник Пітер Манді, який відвідав Маврикій у 1638 році. Іржастий пастушок вимер наприкінці XVII століття внаслідок як інтенсивного полювання, та руйнування гнізд інвазивними видами, особливо свинями та котами.